# Roc de l'Àliga (Montferrer i Castellbò)
El Roc de l'Àliga és una serra situada al municipi de Montferrer i Castellbò a la comarca de l'Alt Urgell, amb una elevació màxima de 1.687 metres.